# Fritz Posch
Fritz Posch (* 30. März 1911 in Wenireith; † 20. Juli 1995 in Graz) war ein österreichischer Historiker. Von 1956 bis 1976 war er Direktor des Steiermärkischen Landesarchivs und ab 1962 Honorarprofessor für Geschichte an der Karl-Franzens-Universität Graz. Er war langjähriges Mitglied der Historischen Landeskommission für Steiermark.

## Leben
Fritz Posch stammte aus einer oststeirischen Bauernfamilie; er besuchte das Bischöfliche Gymnasium in Graz und studierte zunächst Theologie, dann Geschichte und Germanistik. Nach der Promotion im Jahr 1936 absolvierte er eine Ausbildung am Institut für Österreichische Geschichtsforschung, die er mit der Staatsprüfung abschloss. Über Vermittlung von Otto Brunner erhielt er eine Stelle als Stadtarchivar in Wiener Neustadt. Nach Kriegsdienst und Gefangenschaft, aus der er 1947 heimkehrte, trat er in den Dienst des Steiermärkischen Landesarchives, welches er ab 1956 leitete.
Über seine Initiative und mithilfe des von ihm entwickelten „Archivkatasters“ konnten erstmals sämtliche Bestände des Archivs systematisch erfasst werden. Ergebnis dieser Arbeiten war das 1959 vorgelegte Gesamtinventar des Steiermärkischen Landesarchives. Als Archivdirektor richtete er auch eine Restaurierungswerkstätte ein. 1966 war Posch Kurator der Steirischen Landesausstellung unter dem Titel Der steirische Bauer.
Fritz Posch war ab 1968 korrespondierendes Mitglied der Österreichischen Akademie der Wissenschaften und wurde unter anderem mit dem Ehrenkreuz für Wissenschaft und Kunst sowie dem Großen Goldenen Ehrenzeichen des Landes Steiermark mit dem Stern ausgezeichnet.